# Antynomizm
Antynomizm (gr. αντι 'przeciwko' i νομος 'reguła, zasada, prawo') to pojęcie filozoficzne oznaczające wewnętrzną sprzeczność.
W teologii antynomizm naucza, że Dekalog nie powinien być normą dla chrześcijan, gdyż skoro jedynym motywem postępowania chrześcijanina ma być miłość do Chrystusa, wobec tego prawo jest niepotrzebne.
Antynomizm zwalczali zarówno Luter (słynny spór Lutra z Janem Agrikolą), Kalwin, inni reformatorzy, purytanie oraz Kościół rzymskokatolicki (Sobór w Trydencie – Dekret o usprawiedliwieniu, kanony 19, 20 i 21).
Postuluje się występowanie antynomizmu jako cechy tantryzmu.